# Derecho real de conservación
Derecho real de conservación es una nueva institución de derecho civil que se ha definido como el derecho real que consiste en la facultad de conservar el patrimonio ambiental de un predio.
La definición del derecho real de conservación se centra o tiene como elemento esencial la ´facultad de conservar´ y es esto lo que permite distinguirle de la servidumbre de conservación -conocida principalmente en el derecho norteamericano como conservation easements- que se definen como restricciones y que en el derecho civil se tipifican como un gravamen.   
A este respecto es importante indicar que los derechos reales principales -a veces también denominados derecho reales ´activos´- son aquellos que consisten o tiene como elemento esencial a ciertas facultades principales. Las facultades principales tradicionales son, desde el derecho romano, la facultad de uso -ius utendi-, la facultad de goce -ius fruendi- y la facultad de disposición -ius abutendi-. Por lo tanto, los derechos reales principales han sido tradicionalmente dos: el derecho de dominio y el derecho de usufructo. Los derechos reales principales no requieren de otro derecho para existir, y tradicionalmente son considerados como activos económicos o contables. Los derechos reales pasivos o accesorios son aquellos que dependen de la existencia de otro derecho principal al cual acceden -como el dominio sobre el predio dominante en el caso de las servidumbres o el derecho de crédito en el caso de la hipoteca y la prenda- y tradicionalmente no son considerados separadamente como activos económicos o contables.   
El derecho real de conservación viene a agregar una nueva facultad principal: la facultad de conservar -ius conservandi-. De este modo se facilita la delineación de nuevos atributos de los bienes que vienen en constituir nueva riqueza, a veces denominada capital natural, y por lo mismo, se facilita la circulación de esta nueva riqueza.   
En este sentido, la ´forma´ del derecho real de conservación se centra en el aspecto activo del derecho (que permite que este derecho delinee nuevos bienes o nuevos atributos de los bienes) y no en la restricción de la propiedad tradicional (ver abajo los Fundamentos Teóricos).     
Es importante notar que el derecho real de conservación, analizado desde la perspectiva del derecho de propiedad o dominio será ciertamente considerado como una limitación del mismo, pero lo será en un carácter similar al derecho de usufructo. Esto lo diferencia sustancialmente de gravámenes como las servidumbres.  
Los diversos elementos de la definición adoptada por la ley de Chile que establece el derecho real de conservación fueron discutidos fundamentalmente en la Comisión de Constitución del Senado de la República de Chile. En el trabajo de la referida comisión, el Centro de Derecho de Conservación de Chile tuvo una participación sustancial y permanente por medio de sus investigadores Jaime Ubilla Fuenzalida y Francisco Solís - www.centroderechoconservacion.org-. El Centro de Derecho de Conservación por medio de documentos sometidos a la referida comisión sugirió una nueva definición de este derecho real sobre la base de la ´facultad de conservar´y fundamentó el reemplazo de la definición contenida en el proyecto aprobado en la Cámara de Diputados justamente en la necesidad de eliminar la noción de un derecho real a modo de gravamen o servidumbre. Ver también Ubilla (2015a).  
Asimismo, ha sido sobre la base de este nuevo paradigma que se focaliza en la delineación de nuevos bienes y no en la restricción de la propiedad tradicional que ha sido posible -argumentar la existencia de circulación de nueva riqueza y por lo tanto- argumentar por la posibilidad de establecer derechos reales de conservación de manera perpetua o indefinida. En el caso de Chile, el proyecto original de la Cámara de Diputados había establecido un límite máximo de duración a este derecho -40 años-, pero ha sido en el Senado donde bajo el entendimiento del nuevo paradigma -tal como fue propuesto por el Centro de Derecho de Conservación- se tomó distancia de la idea o concepto de ´servidumbre´ permitiendo de esta manera el establecimiento de una duración indefinida en el derecho real de conservación. Esto se relaciona al mismo tiempo con dos principios del sistema de derechos reales: el principio de circulación de la riqueza y el principio de restricción de restricciones. Este último envuelve que toda restricción al derecho de propiedad debe a su vez ser restringida pues aquellas dificultan la circulación de la riqueza -que es promovida tanto en el derecho civil continental como en el common law-. Por lo tanto, debido a que bajo este nuevo paradigma el derecho real de conservación promueve la delineación y circulación de nueva riqueza no existe razón para restringir su duración.
El derecho real de conservación puede aplicarse tanto en áreas rurales como urbanas, tanto a biodiversidad en sentido estricto como a otros elementos ambientales, sociales o culturales, gracias a la amplitud del concepto de medio ambiente adoptado por la legislación de Chile -Ley 19.300-.  
Fundamentos Teóricos
El sustento teórico de esta nueva institución se encuentra fundamentalmente en la teoría legal y social, y particularmente en teoría social de sistemas (el análisis económico del derecho ha cumplido un rol secundario aunque relevante).   
Si entendemos que la sociedad está integrada por diversas esferas de sentido -científico, moral, político, estético, económico, religioso, legal, de medios, educacional, etc- y sin embargo advertimos que la estructuración jurídica de la relación con las cosas (los derechos reales) ha sido tipificada predominantemente en base al acoplamiento estructural entre derecho y economía (puesto que las facultades de uso, goce y disposición que constituyen al derecho de dominio -y a las que se refieren las limitaciones al dominio- se relacionan fundamentalmente con la esfera económica -o con lo que la esfera económica observa o considera relevante), entonces se puede concluir que los derechos reales tradicionales no son socialmente responsivos o reflexivos a las otras esferas de la sociedad -distintas de la economía-. En este contexto puede entenderse que todo derecho real que sea concebido como ´gravamen´ está siendo tipificado desde la perspectiva del derecho de dominio, esto es, desde la perspectiva de la reducción de la valoración económica del bien gravado.  
En consecuencia, el derecho real de conservación viene a invertir la consideración de lo valioso y hace posible que las observaciones y valoraciones de otras esferas sociales -i.e. la valoración ecológica, estética, etc.- (y el correspondiente ´conocimiento´ proveniente de esas esferas sociales)- se internalicen en el derecho civil y se transformen o traduzcan en elementos jurídicamente valorados en la relación con las cosas -o en la relación con el patrimonio ambiental-. En términos simples, y a modo de ejemplo, la belleza escénica ya no será tipificada como un gravamen o restricción sino como algo valioso que es objeto de la ´facultad de conservar´. Esto tiene transcendentales consecuencias, entre otras: (i) respecto a lo que se ha denominado la ´forma reflexiva del derecho´ que implica que ciertas formas del derecho tienen mayor capacidad para internalizar nueva complejidad social; (ii) respecto al reconocimiento de intereses societales en el derecho civil -la esfera pública dentro del derecho civil-; (iii) respecto a que esta institución no queda sujeta a tradicionales críticas a la ´propertización´, y otras.